# Сердюків Іван Іванович
Сердюків (Сердюков) Іван Іванович (24 листопада 1803 – 1886, с.Кудричі Мстиславський район Могильовська область) — культурний діяч родом з Полтавщини.
У 1820 році закінчив гімназію в Чернігові, два роки був вільним слухачем в Харківському університеті. З 1822 по 1841 рік служив у канцелярії малоросійського генерал-губернатора князя М. Г. Рєпніна. Став столоначальником.
Після відставки придбав маєток в с. Кудричі Мстиславського повіту, Мінської губернії, де й оселився. Був мировим посередником.
Друкував статті переважно по сільському господарству. Писав повісті, комедії й байки українською і російською мовами; автор «Малоруського словаря», що залишився в рукописі. Після смерті була видана «Автобіографическая Записка И. И. Сердюкова» («КСт.» 1896, чч. 11 — 12) — цінне джерело до історії соціальних відносин на Полтавщині.